# 内藤恵美
内藤 恵美（ないとう えみ、1979年10月6日 - ）は、福岡県出身の女子ソフトボール選手（内野手（遊撃手））。九州女子高等学校（現・福岡大学附属若葉高等学校）卒業。2000年シドニーオリンピック銀メダリスト。2004年アテネオリンピック銅メダリスト。

## 人物・エピソード
2008年6月23日の練習中に左アキレス腱を断裂し、北京オリンピックの代表から外れ、代わりに藤本索子が選ばれた。
2010年にラグビー選手の松岡毅と結婚し、松岡 恵美（まつおか えみ）となった。2011年に選手を引退し、コーチの道に進むことを表明した。